# Dust Brothers (producenti)
Dust Brothers je dvojice hudebních producentů z Los Angeles, kterou tvoří Michael Simpson (E.Z. Mike) a John King (King Gizmo).
V začátcích se věnovali DJingu a moderovali vlastní pořad „King Gizmo & E.Z. Mike's Big Beat Showcase“ v tamějším rádiu. V roce 1989 se producentsky podíleli na velmi úspěšné desce Tone Loca Loc'ed after Dark (2. místo v Billboard Hot 100) a dvou písních Younga MC z debutové desky Stone Cold Rhymin. Proslavili se především produkováním alba Paul's Boutique pro Beastie Boys a Odelay pro Becka, dále spoluprací se skupinou Linkin Park (píseň „With You“).

## Poznámka
- Název Dust Brothers původně používali také Angličané The Chemical Brothers. Avšak poté, co zjistili, že toto jméno je již obsazeno, raději se přejmenovali. Američané jim totiž hrozili soudem.

## Nejznámější producentské počiny
- 1989: Beastie Boys – Paul's Boutique
- 1996: Beck – Odelay
- 1999: Klub rváčů (soundtrack)
- 2005: Beck – Guero